# Mileto

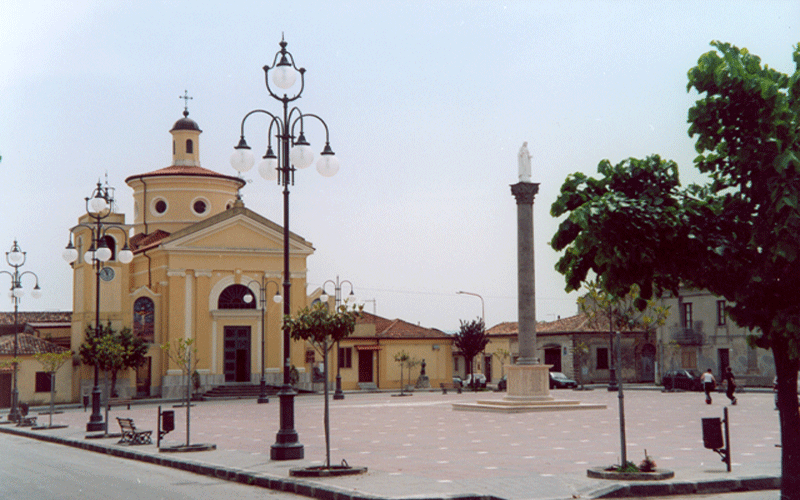
SS.Trinita, Mileto

Mileto is een gemeente in de Italiaanse provincie Vibo Valentia (regio Calabrië) en telt 6710 inwoners (31-12-2019). De oppervlakte bedraagt 34,9 km², de bevolkingsdichtheid is 210 inwoners per km².
De volgende frazioni maken deel uit van de gemeente: Comparni, Paravati, San Giovanni.

## Demografie
Mileto telt ongeveer 2494 huishoudens. Het aantal inwoners daalde in de periode 1991-2001 met 4,5% volgens cijfers uit de tienjaarlijkse volkstellingen van ISTAT.
| Jaar | Inwoneraantal |
| ---- | ------------- |
| 1991 | 7492          |
| 2001 | 7157          |

## Geografie
De gemeente ligt op ongeveer 365 m boven zeeniveau.
Mileto grenst aan de volgende gemeenten: Candidoni (RC), Dinami, Filandari, Francica, Gerocarne, Jonadi, San Calogero, San Costantino Calabro, Serrata (RC).

## Geboren
- Rogier II (1095-1154), graaf en koning van Sicilië en hertog van Apulië

Acquaro · Arena · Briatico · Brognaturo · Capistrano · Cessaniti · Dasà · Dinami · Drapia · Fabrizia · Filadelfia · Filandari · Filogaso · Francavilla Angitola · Francica · Gerocarne · Jonadi · Joppolo · Limbadi · Maierato · Mileto · Mongiana · Monterosso Calabro · Nardodipace · Nicotera · Parghelia · Pizzo · Pizzoni · Polia · Ricadi · Rombiolo · San Calogero · San Costantino Calabro · San Gregorio d'Ippona · San Nicola da Crissa · Sant'Onofrio · Serra San Bruno · Simbario · Sorianello · Soriano Calabro · Spadola · Spilinga · Stefanaconi · Tropea · Vallelonga · Vazzano · Vibo Valentia · Zaccanopoli · Zambrone · Zungri
1. ↑  https://demo.istat.it/?l=it.